# Bolgárszegi evangélikus templom
A bolgárszegi szász evangélikus templom (németül: Obervorstädter Kirche) Brassó Bolgárszeg városrészében, a Porond utca (Strada Prundului, Angergasse) 3. szám alatt található. Barokk stílusban épült 1790 és 1794 között, így ez a város legfiatalabb evangélikus temploma. Parókiájával együtt ma is a szász közösséget szolgálja. A romániai műemlékek jegyzékében az épületegyüttes a BV-II-a-A-11530 sorszámon szerepel.

## Története
A brassói városerődtől nyugatra elhelyezkedő Bolgárszeg hagyományosan románok által lakott városrész volt, de ők főként a Porond tértől délnyugatra húzódó völgyben és a domboldalakon kanyargó utcákban laktak. A Porond és a városerőd közötti úgynevezett Alsóbolgárszegen (Groaveri) jelentős számú szász és magyar lakott. A bolgárszegi evangélikusoknak volt temetőjük, és saját lelkészük is (aki 1718-ig az akkoriban evangélikus Szent János utcai templomban teljesített szolgálatot). Templomépítési kérelmüket azonban a katolikus császári udvar 1769-ben és 1774-ben is elutasította, annak ellenére, hogy jelentős számú hívő élt a negyedben (a 18. század végén Bolgárszeg 6200 lakosából 733 volt lutheránus vallású – 714 szász és 19 magyar). Egy új templom felépítésére csak az 1781-es türelmi rendelet kiadása után nyílt lehetőség.
1790. szeptember 2-án a városi tanács jóváhagyta a bolgárszegi szomszédságok kérelmét, és megkezdődött a templom építése. 1793. augusztus 11-én szentelte fel Georg Preidt plébános, azonban az épület csak 1794-ben készült el. Az építési költségek 6070 forintra rúgtak, ennek több, mint felét adományokból gyűjtötték. Első lelkésze Johann Kraft volt, legismertebb prédikátora pedig Georg Alfred Scherg (1863–1943), aki 1902 és 1935 között teljesített itt szolgálatot.
1843-ban itt tartotta első közgyűlését a Verein für siebenbürgische Landeskunde honismereti egyesület. További közgyűléseket tartottak itt 1855-ben, 1865-ben, 1874-ben, és 1898-ban.
1846-ban iskolaépületet emeltek a templom mellett, melyben egy osztályterem és egy tanári szoba volt. 1896-ban több helyiséggel kibővítették és óvodát is nyitottak itt. 1903-ban felépült a paplak, és új temető létesült.
A templomépületben már a 19. században strukturális problémák jelentek meg; a tetőszerkezet megereszkedett, a harangtorony dél felé kezdett dőlni. 1899-ben, 1908-ban, és 1935-ben javításokat végeztek, de ezek szakszerűtlen beavatkozások voltak, és csak ideig-óráig oldották meg a gondokat; mi több, további problémákat is okoztak (például könnyező házigomba megjelenését). 2013-ban megkezdték a templom szakszerű felújítását.

## Leírása
Barokk stílusú kétszintes épület, oldalait korinthoszi fejezetű pilaszterek osztják mezőkre. Feltűnő hasonlóságot mutat a bolonyai magyar evangélikus templommal, nagy valószínűséggel mindkettőt ugyanaz az építész tervezte. Rizalittal és oszlopokkal tagolt északi főhomlokzata háromtengelyes, az itt emelkedő kis harangtorony oldalait zsaluzat zárja. A jelenlegi három harang 1906-ban készült.
Hajója síkmennyezetes, kórusa három oldalról zárt. A szentélyben van az oltár és a szószék; korábban az orgona is itt volt, de ezt 1908-ban a nyugati galériába helyezték. Barokk oltára fehér, arany és égkék színű, két oszloppal és a halhatatlanságot jelképező pávákkal. Ez eredetileg 1691-ben készült az 1689-es tűzvészben megrongálódott Fekete templom számára, 1865-ig a Fekete templom oltáraként szolgált, majd 1937-ben jelenlegi helyére költöztették.
Az egykori iskolaépület ad helyet 1992-től a Romániai Német Demokrata Fórum Brassó megyei szervezetének. A paplakban 1970–1989 között oltár-, 1973–1998 között szőnyegrestauráló műhely működött.